# Camera dei deputati (Regno di Sardegna)
La Camera dei deputati, nel Regno di Sardegna, era la camera legislativa che, insieme al Senato Subalpino, formava il Parlamento del Regno di Sardegna.

## Lo Statuto Albertino
Lo Statuto Albertino, che trasformava la monarchia sabauda da assoluta a costituzionale, istituiva con l'art. 3 il Senato (di nomina regia) e la Camera dei deputati (elettiva):

Negli artt. dal 39 al 47 le norme che regolavano la Camera:
39. La Camera elettiva è composta di Deputati scelti dai Collegi elettorali conformemente alla Legge.
40. Nessun deputato può essere ammesso alla Camera se non è suddito del Re, non ha compiuto l’età di trent’anni, non gode i diritti civili e politici e non riunisce in sé gli altri requisiti voluti dalla legge.
41. I Deputati rappresentano la nazione in generale e non le sole provincie in cui furono eletti. Nessun mandato imperativo può loro darsi dagli elettori.
42. I deputati sono eletti per cinque anni; il loro mandato cessa di pien diritto alla spirazione di questo termine.
43. Il Presidente, i Vice-Presidenti, i Segretari della Camera dei Deputati sono da essa stessa nominati nel proprio seno al principio di ogni sessione per tutta la sua durata.
44. Se un deputato cessa, per qualunque motivo, dalle sue funzioni, il Collegio che lo aveva eletto sarà tosto convocato per fare una nuova elezione.
45. Nessun Deputato può essere arrestato, fuori del caso di flagrante delitto, nel tempo della sessione, né tradotto in giudizio in materia criminale, senza il previo consenso della Camera.
46. Non può eseguirsi alcun mandato di cattura per debiti contro un deputato durante la sessione della Camera, come pure nelle tre settimane precedenti o susseguenti alla medesima.
47. La Camera dei Deputati ha il diritto di accusare i Ministri del Re e di tradurli dinanzi all’Alta Corte di Giustizia.
...»

Negli artt. dal 48 al 64 le norme comuni con il Senato:
48. Le sessioni del Senato e della Camera dei Deputati cominciano e finiscono nello stesso tempo. Ogni riunione di una Camera fuori di tempo della sessione dell’altra è illegale, e gli atti ne sono intieramente nulli.
49. I Senatori e i Deputati, prima di essere ammessi all’esercizio delle loro funzioni, prestano giuramento di essere fedeli al Re, di osservare lealmente lo Statuto e le leggi dello Stato e di esercitare le loro funzioni col solo scopo del bene inseparabile del Re e della patria.
50. Le funzioni di Senatore e di Deputato non danno luogo ad alcuna indennità.
51. I Senatori e i Deputati non sono sindacabili per ragione delle opinioni da loro emesse e dei voti dati nelle Camere.
52. Le sedute delle Camere sono pubbliche. Ma quando dieci membri ne facciano per iscritto la domanda, esse possono deliberare in segreto.
53. Le sedute e le deliberazioni delle Camere non sono legali né valide, se la maggiorità assoluta dei loro membri non è presente.
54. Le deliberazioni non possono essere prese se non alla maggiorità di voti.
55. Ogni proposta di legge debb’essere dapprima esaminata dalle Giunte, che saranno da ciascuna Camera nominate per i lavori preparatorii. Discussa ed approvata da una Camera, la proposta sarà trasmessa all’altra per la discussione ed approvazione, e poi presentata alla sanzione del Re. Le discussioni si faranno articolo per articolo.
56. Se un progetto di Legge è stato rigettato da uno dei tre poteri legislativi, non potrà più essere riprodotto nella stessa sessione.
57. Ognuno che sia maggiore d’età ha diritto di mandare petizioni alle Camere, le quali debbono farle esaminare da una Giunta, e dopo la relazione della medesima, deliberare se debbano essere prese in considerazione, ed in caso affermativo mandarsi al Ministro competente, o depositarsi negli uffici per gli opportuni riguardi.
58. Nessuna petizione può essere presentata personalmente alle Camere. Le autorità costituite hanno sole il diritto di indirizzare petizioni in nome collettivo.
59. Le Camere non possono ricevere alcuna Deputazione, né sentire altri fuori dei proprii Membri, dei Ministri e dei Commissari del Governo.
60. Ognuna delle Camere è sola competente per giudicare della validità dei titoli d’ammessione dei proprii membri.
61. Così il Senato, come la Camera dei Deputati, determina, per mezzo di un suo regolamento interno, il modo secondo il quale abbia ad esercitare le proprie attribuzioni.
62. La lingua italiana è la lingua ufficiale delle Camere. È però facoltativo di servirsi della francese ai Membri che appartengono ai paesi in cui questa è in uso, od in risposta ai medesimi.
63. Le votazioni si fanno per alzata e seduta, per divisione e per squittinio segreto. Quest’ultimo mezzo sarà sempre impiegato per la votazione del complesso di una legge e per ciò che concerne il personale.
64. Nessuno può essere ad un tempo Senatore e Deputato.
...»

## Elezione dei membri e legislature
Le elezioni per la Camera dei deputati si effettuavano a scrutinio uninominale a doppio turno, a suffragio ristretto secondo la legge n. 680 del 17 marzo 1848 (e successive modifiche). Questo sistema elettorale portava al voto circa il 2,00% della popolazione residente. Il Regno era diviso in collegi e per ogni collegio veniva eletto un solo deputato. Il numero dei membri della Camera (e quindi dei collegi elettorali), tra il 1848 e il 1861, varierà più volte visto che la legge elettorale prevedeva un numero di deputati variabile in base alla popolazione. Le varie annessioni che porteranno all'unità d'Italia modificheranno anche il numero degli scranni: dai 204 dell'8 maggio 1848 ai 443 del 18 febbraio 1861.
Le legislature del Regno di Sardegna furono sette. L'VIII, è riconosciuta dagli storici come la prima del Regno d'Italia anche se fu aperta ufficialmente il 18 febbraio 1861, un mese prima della proclamazione del 17 marzo.

## Il ruolo politico della Camera
Il bicameralismo, previsto perfetto, si sviluppò in realtà come "zoppo", con prevalenza politica della camera bassa. I progetti di legge potevano essere promossi dai ministri, dal governo, dai parlamentari, oltre che dal Re. Per diventare legge dovevano essere approvati nello stesso testo da entrambe le Camere, senza ordine di precedenza (a parte quelle tributarie e di bilancio che dovevano passare prima per la Camera dei deputati) e dovevano essere munite di sanzione regia. Le due Camere ed il Re rappresentavano perciò per lo Statuto i “tre poteri legislativi”: bastava che uno di essi fosse contrario e per quella sessione il progetto non poteva più essere riprodotto. L'art. 9 dello Statuto prevedeva l'istituto della proroga delle sessioni.
Se Carlo Alberto con lo Statuto istituiva una monarchia costituzionale pura, nella quale, cioè, il Governo era nominato dal Re e rispondeva solo a lui, con Cavour il Governo fu indotto a cercare il sostegno politico della Camera dei deputati. Tale processo evolutivo segnò il passaggio ad una monarchia costituzionale di tipo parlamentare, fondata sull'istituto della fiducia. Il delicato gioco di equilibri tra il Re, il Governo e il Parlamento dette luogo anche a episodi di forte contrasto tra la Camera e il Senato, visto che quest'ultimo assunse un ruolo decisamente conservatore, in difesa delle prerogative reali.